# 貝爾斯隆丁
貝爾斯隆丁（Belthronding）是托爾金（J. R. R. Tolkien）奇幻小說的虛構武器。
貝爾斯隆丁在辛達林語的意思是「倔強的弓」。這把由黑杉木所造的魔法弓箭是畢烈格（Beleg）所擁有。圖林·圖倫拔（Túrin Turambar）誤殺了貝賴格，貝賴格、圖林及葛溫多（Gwindor）埋葬在一起，貝爾斯隆丁也作為陪葬。

## 引用
1. ↑  Tolkien（2012年），The Death of Beleg
2. ↑  Foster（2001年），第54页